# Уикиверситет
Уикиверситет е проект на фондация „Уикимедия“, който има за цел да направи достъпни учебни материали и упражнения, както и да съхранява и развива оригинални изследвания. Бета фазата на проекта Уикиверситет започва официално на 15 август 2006 г. с англоезичния Уикиверситет. За момента има единадесет Уикиверситета на различни езици – английски, френски, немски, италиански, испански, руски, чешки, гръцки, финландски, японски и португалски, а нови езици се развиват в Уикиверситет Бета – многоезичен портал, където се намира и българският проект за Уикиверситет.

## Подробности за проекта
Уикиверситет е място за създаване и употреба на безплатни учебни материали и упражнения. Основните цели на проекта са:
- Създаването и осигуряването на достъп до свободни учебни материали за всички възрасти и на всички езици,
- Да поддържа участието на потребители като учещи и преподаващи в учебни проекти.

Моделът на учене в Уикиверситет поставя акцент върху „ученето в група“, както и на „учене чрез упражнения“. Девизът на Уикиверситет е „направи обучението достъпно за всеки“ (на английски: „set learning free“).